# تل خاري بندر دلي غردو (مارغون)
تل خاري بندر دلي غردو (بالفارسية: تل خاری بندردلی گردو) هي قرية تقع في إيران في قسم مارغون الريفي. يقدر عدد سكانها بـ 13 نسمة بحسب إحصاء 2016.